# 富士宮市立富士宮第三中学校
富士宮市立富士宮第三中学校（ふじのみやしりつ ふじのみやだいさんちゅうがっこう）は、静岡県富士宮市野中にある公立中学校である。野中1～4区及び神田川区の指定避難所となっている。
略称は「宮三」

## 通学区域
- 福地区、神賀区、神立区、貴船区、松山区、羽衣区、野中1区、野中2区、野中3区、野中4区、安居山1区、安居山2区、沼久保区、神田川区、星山2区、大中里区（4町内：新堀用水以南および以東、市道大中里26号線以東／5町内：新堀用水以南／9町内）[2]

## 主な卒業生
- 小池孝治（元富士宮信用金庫理事長）[3][4]